# 巴西異鱗石首魚
巴西異鱗石首魚為輻鰭魚綱鱸形目鱸亞目石首魚科的其中一種，分布南美洲各大河流流域，體長可達80公分，棲息在溪流，屬肉食性，以魚類、昆蟲、甲殼類等為食，可做為食用魚及觀賞魚。